# Эспели (тауншип, Миннесота)
Эспели (англ. Espelie) — тауншип в округе Маршалл, Миннесота, США. На 2000 год его население составило 58 человек.

## География
По данным Бюро переписи населения США площадь тауншипа составляет 115,6 км², из которых 115,6 км² занимает суша, водоёмов нет.

## Демография
По данным переписи населения 2000 года здесь находились 58 человек, 22 домохозяйства и 15 семей. Плотность населения —  0,5 чел./км². На территории тауншипа расположено 23 постройки со средней плотностью 0,2 построек на один квадратный километр. Расовый состав тауншипа: 100 % белых.
Из 22 домохозяйств в 40,9 % воспитывались дети до 18 лет, в 59,1 % проживали супружеские пары и в 31,8 % домохозяйств проживали несемейные люди. 31,8 % домохозяйств состояли из одного человека, при том 13,6 % из — одиноких пожилых людей старше 65 лет. Средний размер домохозяйства — 2,64, а семьи — 3,40 человека.
34,5 % населения младше 18 лет, 5,2 % в возрасте от 18 до 24 лет, 24,1 % от 25 до 44, 22,4 % от 45 до 64 и 13,8 % старше 65 лет. Средний возраст — 38 лет. На каждые 100 женщин приходилось 132 мужчины. На каждые 100 женщин старше 18 приходилось 137,5 мужчин.
Средний годовой доход домохозяйства составлял 43 750 долларов, а средний годовой доход семьи —  44 250 долларов. Средний доход мужчин —  29 167  долларов, в то время как у женщин — 19 583. Доход на душу населения составил 12 565 долларов. За чертой бедности находились 9,5 % семей и 13,6 % всего населения тауншипа, из которых 15,4 % младше 18 лет.